# هیساشی ایواکوما
هیساشی ایواکوما (انگلیسی: Hisashi Iwakuma؛ زادهٔ ۱۲ آوریل ۱۹۸۱) بازیکن بیس‌بال اهل ژاپن است.
وی در مسابقات کشوری و بین‌المللی در مجموع برندهٔ ۱ مدال طلا، ۱ مدال برنز شده‌است.